# Fronte di raffiche

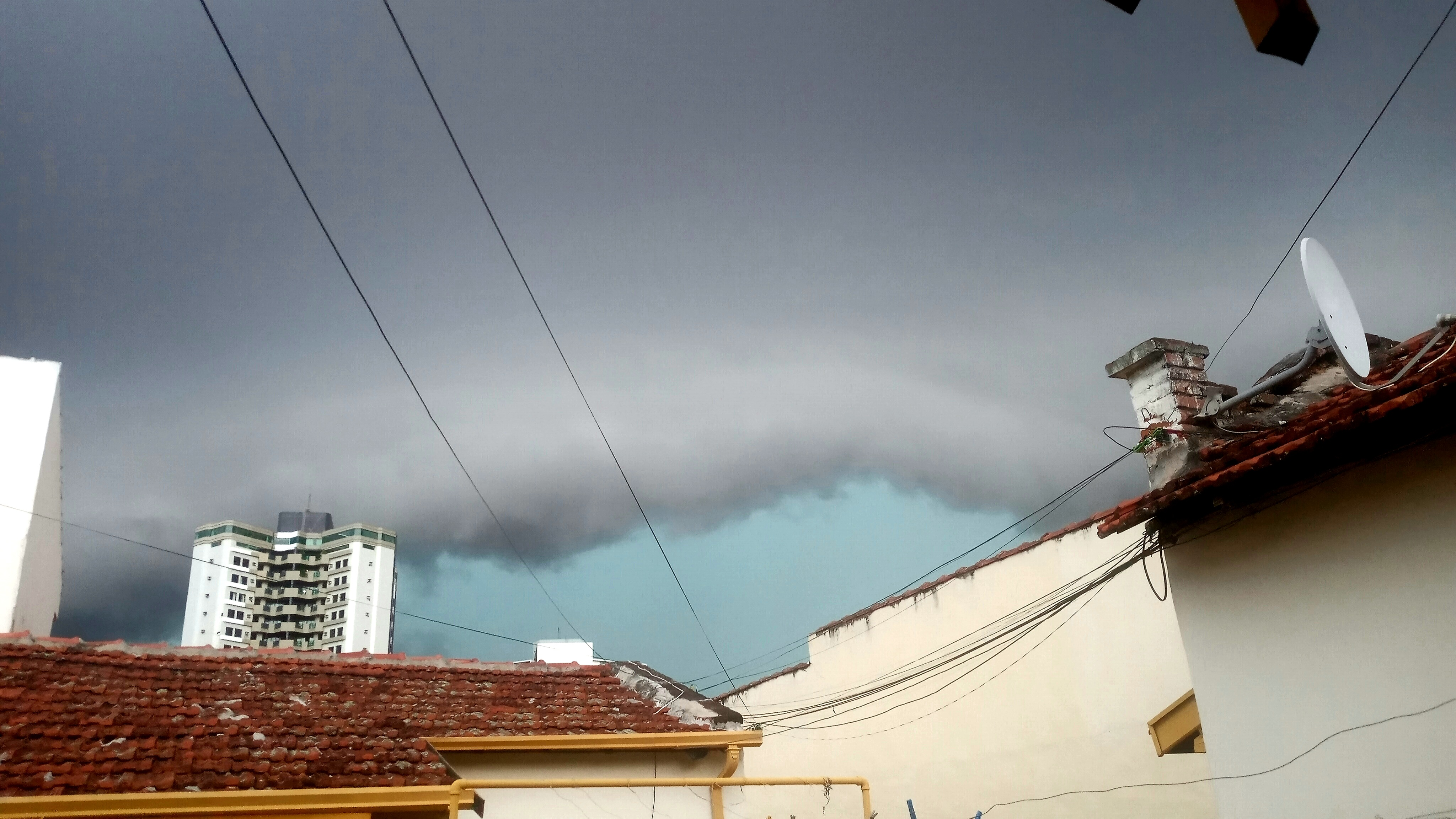
Fronte di raffiche arrivando verso la città di Piracicaba, Brasile, sotto la forma di una shelf cloud

Un fronte di raffiche è una discontinuità, sulla scala del singolo sistema nuvoloso o su mesoscala, tra l'aria raffreddata da un temporale e l'aria circostante; simile al fronte freddo, è caratterizzata da venti in scorrimento relativo, sovente da calo termico ed associato salto di pressione atmosferica. I fronti di raffica possono persistere per oltre 24 ore dopo il dissiparsi del temporale che li ha generati e possono viaggiare per migliaia di chilometri dallo loro area d'origine. Nel loro spostamento possono generare nuovi temporali, soprattutto se incontrano altri fronti di raffiche o fronti freddi, oppure insinuandosi al di sotto di aria caldo umida dando vita al fenomeno delle multicelle. Nelle immagini satellitari i fronti di raffiche si presentano come sottili archi di nubi basse, mentre da terra possono essere individuati dalla presenza di formazioni nuvolose particolari denominate con termine inglese "Roll cloud" e "Shelf cloud".
I fronti di raffiche possono essere annoverati tra i fenomeni meteo pericolosi, soprattutto a causa delle forti variazioni di vento (windshear) che ingenerano nei pressi del terreno, le quali rappresentano una grave minaccia per gli aeroplani in decollo ed atterraggio. Lo scontro tra temporali e fronti di raffiche pre-esistenti, inoltre, può causare fenomeni violenti come tornado o raffiche discendenti (downburst).

## Definizione
Il fronte di raffiche, noto anche come nube ad arco, è il bordo frontale dei venti superficiali, freddi ed a carattere di raffica, originati dalla corrente discendente di un temporale che incontra il suolo. Il fronte rappresenta una superficie di discontinuità a cavallo della quale varia la direzione verticale del vento (da ascendente a discendente), la temperatura dell'aria (da calda a fredda) e la pressione atmosferica (da più alta a più bassa). Seppur originato da un temporale di forte intensità, il fronte di raffiche può sopravvivere oltre 24 ore dopo la dissipazione del temporale stesso e viaggiare anche per migliaia di chilometri, diventando quindi un fenomeno meteorologico distinto.